# Diademosa
Diademosa — рід грибів родини Diademaceae. Назва вперше опублікована 1992 року.

## Види
База даних Species Fungorum станом на 23.10.2019 налічує 4 види роду Diademosa:
- Diademosa californiana (M.E.Barr) Shoemaker & C.E.Babc., 1992
- Diademosa foliicola M.E.Barr & Rogerson, 1999
- Diademosa ranunculi (Rostr.) Y.M.Ahn & Shearer, 1998
- Diademosa sabulosa Checa & M.E.Barr, 1999